# Sgraffito
Sgraffito er en farvesætningsteknik, som bruges både til keramik, pudsning af husfacader og af enkelte malere som en måde at trække tidligere pålagte lag frem med maling. Navnet kommer af det italienske verbum graffare, som betyder at skrabe.
Teknikken består i at lægge et lag, som får lov at tørre, hvorefter man i halvtør tilstand skraber det af, hvor man vil have et mønster.
Teknikken har vært brugt i Tyskland siden det 13. århundrede, var almindelig i Italien i det 16. århundrede og er i dag i brug i afrikansk kunst. Sgraffitoen til bygningsdekoration var normal i den italienske renæssance og blev bredt til Tyskland af italienske bygmestre. Den blev modtaget og videreført af lokale mestre, og vi finder i dag eksempler på lokal folkekunst rundt om på mange steder i det habsburgske rige.
Som male-/tegneteknik er den normalt holdt i sort-hvid. Den norske kunstner Kaare Espolin Johnson er blandt de mest kendte i vort område og har udført til dels store udsmykningsarbejder med den, blandt andet på Hurtigrutens skib «Harald Jarl», nu overført til nye vægge i MS «Trollfjord».